# ديفيد نويز جاكسون
ديفيد نويز جاكسون (بالإنجليزية: David Noyes Jackson)‏ هو فنان أمريكي، ولد في 16 سبتمبر 1922، وتوفي في 13 يوليو 2001.